# Gedved Kommune
| Strukturdaten       | Strukturdaten   |
| ------------------- | --------------- |
| Sitz der Verwaltung | Gedved          |
| Fläche              | 151,44 km²      |
| Einwohner           | 10215 (2005)    |
| Kommune seit 2007   | Horsens Kommune |

Gedved Kommune war bis Dezember 2006 eine dänische Kommune im damaligen Vejle Amt im Osten von Jütland. Seit Januar 2007 ist sie zusammen mit der “alten” Horsens Kommune und der Brædstrup Kommune (ohne den östlichen Teil des Voerladegård Sogn) Teil der neuen Horsens Kommune.
Gedved Kommune entstand im Zuge der dänischen Verwaltungsreform von 1970 und umfasste folgende Sogn:
- Gangsted Sogn
- Kattrup Sogn
- Søvind Sogn
- Tolstrup Sogn
- Vedslet Sogn
- Voerladegård Sogn (südlicher Teil)
- Yding Sogn
- Ørridslev Sogn
- Østbirk Sogn